# Joakim Ryan
Joakim Ryan (* 17. Juni 1993 in Rumson, New Jersey) ist ein US-amerikanischer Eishockeyspieler schwedischer Herkunft, der seit Juli 2024 erneut bei den Carolina Hurricanes aus der National Hockey League (NHL) unter Vertrag steht und parallel für deren Farmteam, die Chicago Wolves, in der American Hockey League (AHL) spielt. Zuvor war der Verteidiger unter anderem für die San Jose Sharks, Los Angeles Kings und bereits einmal Carolina Hurricanes in der NHL aktiv. Ryan ist der Sohn der ehemaligen schwedischen Tennisspielerin Catarina Lindqvist-Ryan.

## Karriere
Ryan spielte zwischen 2008 und 2010 sowohl an der renommierten Christian Brothers Academy als auch im Juniorenprogramm der New Jersey Devils. Zur Saison 2010/11 zog es den Verteidiger für eine Spielzeit in die United States Hockey League, wo er mit den Dubuque Fighting Saints die Meisterschaft in Form des Clark Cups gewann. Anschließend besuchte er vier Jahre lang die Cornell University, wo er parallel zu seinem Studium für die Eishockeymannschaft in der ECAC Hockey, einer Division im Spielbetrieb der National Collegiate Athletic Association, auflief. Während dieser Zeit wurde er im NHL Entry Draft 2012 in der siebten Runde an 198. Stelle von den San Jose Sharks aus der National Hockey League ausgewählt.
Nach Abschluss seines Studiums wechselte der Abwehrspieler zum Ende der Saison 2014/15 in den Profibereich und lief nach seinem Vertragsabschluss mit den San Jose Sharks für deren Farmteam, die Worcester Sharks, in der American Hockey League auf. Nach deren Umsiedlung gehörte er mit Beginn der Spielzeit 2015/16 zum Kader der San Jose Barracuda, wo er sich zu einem der Leistungsträger entwickelte. Anfang Februar 2017 wurde er schließlich erstmals in den NHL-Kader San Joses berufen, musste jedoch bis zum folgenden Oktober auf sein NHL-Debüt warten. Dort gehörte er ab diesem Zeitpunkt zum Stammkader, war jedoch nicht immer in der Startformation gesetzt, sodass er über die zwei Jahre nur etwa 65 Prozent der möglichen Spiele absolvierte. Im Sommer 2019 verzichtete das Management daher auf eine Weiterverpflichtung, sodass der Abwehrspieler als Free Agent zu den Los Angeles Kings wechselte. In gleicher Weise schloss er sich im Oktober 2020 den Carolina Hurricanes an, wo er zu etwa gleichen Teilen auch bei den Chicago Wolves in der AHL zum Einsatz kam.
Im Juni 2021 verließ Ryan Nordamerika erstmals und schloss sich den Malmö Redhawks aus der Svenska Hockeyligan (SHL) an. Dort etablierte sich der Verteidiger schnell und konnte sich mit seinen Leistungen in der Saison 2021/22 mit 31 Scorerpunkten in 52 Einsätzen für eine vorzeitige Vertragsverlängerung um zwei Jahre empfehlen. Den Vertrag bis zum Sommer 2024 erfüllte Ryan und absolvierte in dem dreijährigen Zeitraum in Schweden über 160 Erstligapartien. Im Juli 2024 wurde er von seinem Ex-Team aus Carolina mittels eines Zweiwegevertrags erneut verpflichtet.

### International
Ryan vertrat Schweden – womit er sich dafür entschied, auf internationaler Ebene für das Geburtsland seiner Mutter zu spielen – im Rahmen der World U-17 Hockey Challenge 2010, bei der die schwedische Mannschaft das Turnier auf dem dritten Platz beendete. Der Verteidiger steuerte dazu in sechs Turnierspielen zwei Scorerpunkte bei. Darunter befand sich ein Tor. Des Weiteren spielte Ryan – neben der U17-Auswahl der Tre Kronor – zwischen 2010 und 2012 auch für die U18-, U19, und U20-Nationalteams auf internationaler Bühne. Dabei vertrat er lediglich die U20-Auswahl im Rahmen der World Junior A Challenge des Jahres 2011. Dort blieb er bei drei Einsätzen punktlos.

## Erfolge und Auszeichnungen
| - 2011 Teilnahme am USHL All-Star Game - 2011 Clark-Cup-Gewinn mit den Dubuque Fighting Saints - 2013 All-Ivy League Second Team - 2014 ECAC Second All-Star Team | - 2014 All-Ivy League First Team - 2015 ECAC First All-Star Team - 2015 All-Ivy League First Team |

### International
- 2010 Bronzemedaille bei der World U-17 Hockey Challenge
- 2010 Bronzemedaille beim Ivan Hlinka Memorial Tournament

## Karrierestatistik
Stand: Ende der Saison 2023/24

### International
Vertrat Schweden bei:
- World U-17 Hockey Challenge 2010
- Ivan Hlinka Memorial Tournament 2010

(Legende zur Spielerstatistik: Sp oder GP = absolvierte Spiele; T oder G = erzielte Tore; V oder A = erzielte Assists; Pkt oder Pts = erzielte Scorerpunkte; SM oder PIM = erhaltene Strafminuten; +/− = Plus/Minus-Bilanz; PP = erzielte Überzahltore; SH = erzielte Unterzahltore; GW = erzielte Siegtore; 1 Play-downs/Relegation; Kursiv: Statistik nicht vollständig)